# برمه (مهر)
برمه (مهر)، روستایی از توابع بخش مرکزی شهرستان فراشبند در استان فارس ایران است.

## جمعیت
این روستا در دهستان آویز قرار دارد و براساس سرشماری مرکز آمار ایران در سال ۱۳۸۵، جمعیت آن ۳۳ نفر (۵خانوار) بوده‌است.